# Landtag Schwarzburg-Rudolstadt (1848)
Dieser Artikel behandelt den Außerordentlichen Landtag Schwarzburg-Rudolstadt 1848.

## Landtag
Aufgrund der Märzrevolution wurde der fünfte Landtag mit Höchster Resolution wegen Auflösung des bisherigen Landtags und Einberufung neuer Ständemitglieder vom 27. März 1848 aufgehoben.
Der fünfte Landtag Schwarzburg-Rudolstadt wurde am 20. April 1848 gewählt. Neben 15 Abgeordneten, die nach des bisherigen Verfassung gewählt wurde, kamen nun noch weitere außerordentliche Abgeordnete hinzu. Diese sind mit „a.o.“ gekennzeichnet, standen aber in ihren Rechten den anderen Landtagsabgeordneten gleich.
Als Abgeordnete wurden gewählt:
| Name                                   | Wohnort/Rittergut   | Kurie              | Wahlkreis                                        | Anmerkung |
| -------------------------------------- | ------------------- | ------------------ | ------------------------------------------------ | --------- |
| Johann Friedrich Carl Beythan          | auf Geilsdorf       | Rittergutsbesitzer | Oberherrschaft                                   |           |
| Carl Wilhelm Eduard Fischer            | auf Schwarza        | Rittergutsbesitzer | Oberherrschaft                                   |           |
| Johann Joachim Benjamin Förderer       | Frankenhausen       | Städte             | Frankenhausen                                    | a.o.      |
| Carl Hermann Francke                   | auf Schwarza        | Rittergutsbesitzer | Oberherrschaft                                   |           |
| Christian Friedrich Fritsche           | Blankenburg         | Städte             | Leutenberg, Blankenburg und Teichel              | a.o.      |
| Arthur Leopold Fröbel                  | Stadtilm            | Städte             | Ilm                                              |           |
| Johann Georg Christian Günsche         | Rudolstadt          | Städte             | Rudolstadt                                       |           |
| Heinrich Gottfried Hesse               | Schlotheim          | Landgemeinden      | Unterherrschaft                                  |           |
| Gottfried Eduard Hoë                   | Könitz              | Landgemeinden      | Ämter Leutenberg und Könitz                      | a.o.      |
| Friedrich Carl Hönniger                | Rudolstadt          | Städte             | Rudolstadt                                       | a.o.      |
| Johann David Jahn                      | Griesheim           | Landgemeinden      | Ämter Ilm, Ehrenstein, Paulinzella und Seebergen | a.o.      |
| Johann Christoph Jahn                  | Eyba                | Landgemeinden      | Ämter Leutenberg und Könitz                      |           |
| Ludwig Renatus Cornelius Knabe         | Stadtilm            | Städte             | Königsee, Ilm                                    | a.o.      |
| Friedrich August Macheleit             | Scheibe             | Landgemeinden      | Ämter Schwarzburg und Unterweißbach              | a.o.      |
| Johann Carl Friedrich Meyer            | auf Ichstedt        | Rittergutsbesitzer | Unterherrschaft                                  |           |
| Johann Heinrich Christian Raue         | Rottleben           | Landgemeinden      | Unterherrschaft                                  | a.o.      |
| Karl August Alexander von Schade       | auf Kleinliebringen | Rittergutsbesitzer | Oberherrschaft                                   |           |
| August Wilhelm Martin Scheidt          | Frankenhausen       | Städte             | Frankenhausen                                    |           |
| Johann Heinrich Schmidt                | Kirchhasel          | Landgemeinden      | Ämter Rudolstadt und Blankenburg                 |           |
| Bernhard Heinrich Louis Albert Schnapp | Volkstedt           | Landgemeinden      | Ämter Rudolstadt und Blankenburg                 | a.o.      |
| Friedrich Christian Heinrich Schönheit | Singen              | Landgemeinden      | Ämter Ilm, Ehrenstein, Paulinzella und Seebergen |           |
| Eduard Schwartz                        | Lichte              | Landgemeinden      | Ämter Schwarzburg und Unterweißbach              | a.o.      |
| Ludwig Friedrich Sigismund             | Schwarzburg         | Landgemeinden      | Ämter Schwarzburg und Unterweißbach              | a.o.      |
| Friedrich Carl Albert Julius Starke    | Leutenberg          | Städte             | Leutenberg, Blankenburg und Teichel              |           |
| Johann Nicol Unbehaun                  | Unterhain           | Landgemeinden      | Ämter Schwarzburg und Unterweißbach              |           |
| Friedrich Wilhelm Wachsmuth            | Königsee            | Städte             | Königsee                                         |           |
| Johann Carl Traugott Zeitz             | Göllingen           | Landgemeinden      | Unterherrschaft                                  | a.o.      |

Fürst Friedrich Günther bestimmte Julius von Röder zum Landtagskommissar.
Erstmals konnte der Landtag seinen Vorstand selbst wählen. Landtags-Director (Parlamentspräsident) wurde Friedrich Carl Hönniger, sein Stellvertreter wurde August Wilhelm Scheidt.
Der Landtag kam zwischen dem 26. April 1848 und dem 8. Mai 1848 zu 14 Plenarsitzungen zusammen.